# Guðbjörg Edda Björgvinsdóttir
Guðbjörg Edda Björgvinsdóttir (født 13. september 1952, Island) er en islandsk skuespillerinde.

## Filmografi i udvalg
- 1984 – Når ravnen flyver
- 1993 – Karlakórinn Hekla
- 2001 – Villiljós